# Nginggil
Nginggil is een bestuurslaag in het regentschap Blora van de provincie Midden-Java, Indonesië. Nginggil telt 408 inwoners (volkstelling 2010).